# Yusuke Takeda
Yusuke Takeda (武田 有祐 Takeda Yusuke?), född 20 juli 1991 i Shiga prefektur, är en japansk fotbollsspelare.
Takeda började sin karriär 2014 i Kamatamare Sanuki. Han spelade 116 ligamatcher för klubben.